# Mama Allpa Corona
Mama Allpa Corona est une corona, formation géologique en forme de couronne, située sur la planète Vénus par -27° S et 31° E. Elle est localisée dans le quadrangle d'Agnesi. Elle a été nommée en référence à Mama Allpa, déesse de la récolte péruvienne. 

## Géographie et géologie
Mama Allpa Corona couvre une surface circulaire d'environ 300 km de diamètre. 